# Gildas Bourdais
Pour l’article ayant un titre homophone, voir Gildas Bourdet.
Pour les articles homonymes, voir Bourdais.
Gildas Bourdais (né le 13 juin 1939 à Nantes et mort le 25 septembre 2024 à Paris) est un ancien cadre de l'édition, peintre et écrivain ufologue français, partisan de « l'hypothèse extraterrestre » (HET).

## Biographie
Gildas Marie Bourdais est le fils de Guy Bourdais, docteur en médecine, et de Marguerite Desjars[réf. nécessaire]. 
Après des classes préparatoires au lycée Louis-le-Grand, il est diplômé de HEC Paris (1960-1962). 
Ses recherches ont porté notamment sur l'affaire de Roswell, sur les récits d'apparitions extraterrestres dans les grands textes religieux, sur le rapport COMETA. Il deviendra au fil du temps le spécialiste français de l'affaire de Roswell et son travail de vulgarisation sur les ovnis en font une référence dans le monde francophone. 
Il est aussi traducteur.
Il collabore au magazine Top secret et passe régulièrement sur la radio Ici et Maintenant !
Il passe sa retraite dans un appartement de la résidence Marceau-Normandie à Courbevoie et continue d'exposer ses peintures jusqu'en 2023.
Gildas Bourdais meurt le 25 septembre 2024, .